# Schwarzbäuchige Tarantel
Die Schwarzbäuchige Tarantel (Hogna radiata) ist eine Webspinne aus der Familie der Wolfspinnen (Lycosidae). Wie bei der Apulischen Tarantel (Lycosa tarentula) existieren auch bei dieser Art Gerüchte über die angebliche Gefährlichkeit.

## Merkmale

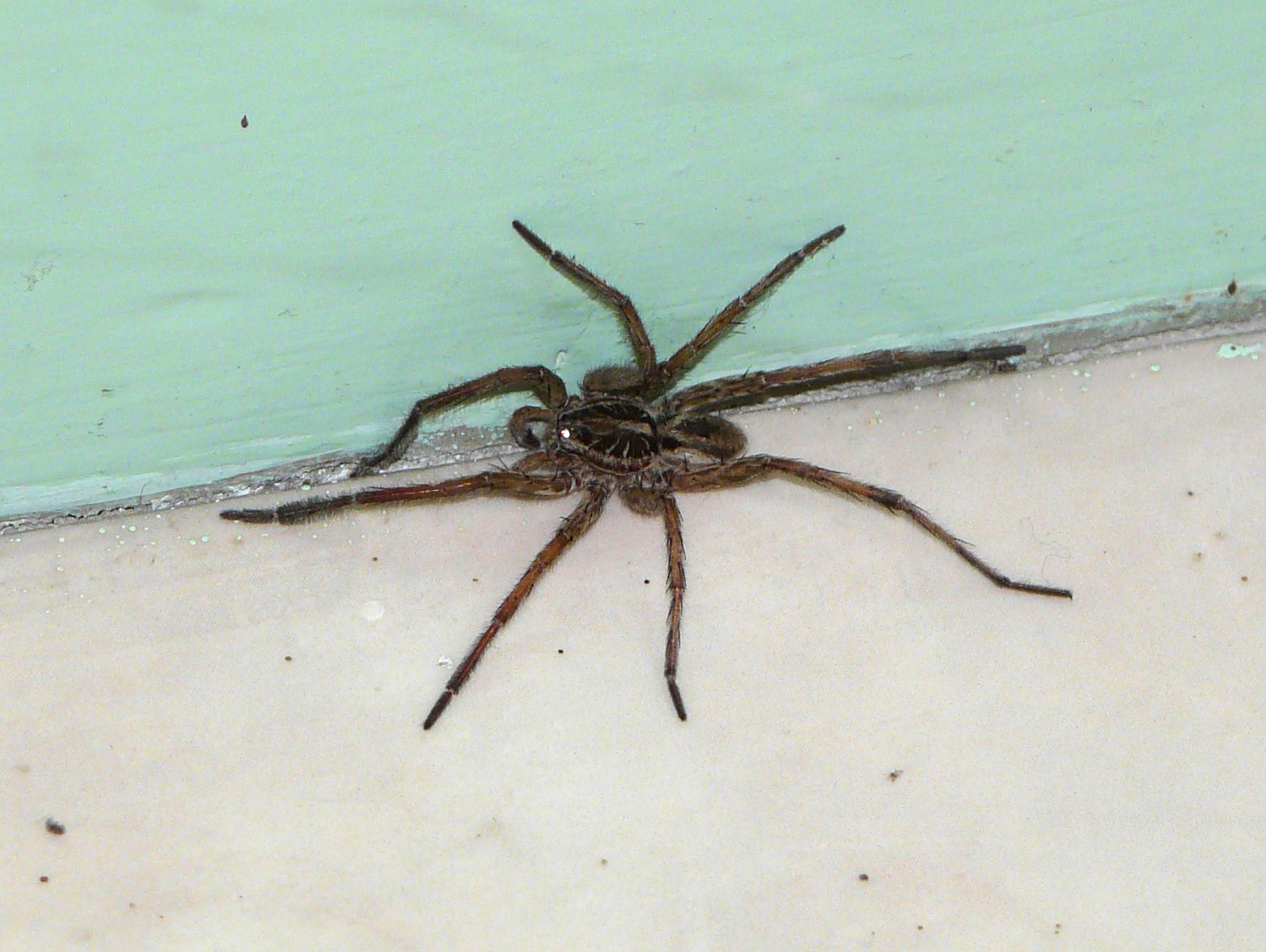
Männchen

Die Körperlänge des Weibchens beträgt 12,5 bis 25 Millimeter, die des Männchens 9 bis 18 Millimeter, womit die Schwarzbäuchige Tarantel in Europa zu den großen Wolfspinnen zählt. Die Art ist vergleichsweise kontrastarm gezeichnet und beide Geschlechter ähneln sich in ihrer Färbung.
Das Prosoma (der Vorderleib) des Weibchens hat eine braune Grundfärbung, die frontal etwas heller ausgeprägt ist und zentral einen rotbraun bis orange gefärbten, bis zum hinteren Rand des Prosomas reichenden Streifen aufweist. Wie beim Männchen zeigt das Prosoma des Weibchens zwei dunkelbraune Längsbinden mit mehreren hellen Radiärstreifen. Die Augen beider Geschlechter sind schwarz umrandet. Das Labium (die „Unterlippe“) und die Beine sind dunkelbraun bis schwarz und distal (vom Körperzentrum entfernt) gelblich gefärbt. Unterseits zeigen das Sternum (die Brust) und die Coxen (Hüften) des Weibchens eine dunkelbraune bis schwarze Färbung, was zu dem deutschsprachigen Trivialnamen Schwarzbäuchige Tarantel geführt hat. Das Opisthosoma (der Hinterleib) des Weibchens ist dorsal bräunlich gelb bis hellbraun, ventral dunkelbraun bis schwarz und an den Flanken gelb bis gelbbraun gefärbt. Es hat einen dunkelbraunen und hellgelb bis gelb umrandeten Herzfleck und mehrere kleine Flecken dahinter. Die Beine der Individuen dieses Geschlechts sind hellbraun. Die Tibien des dritten und des vierten Beinpaars weisen je einen dunklen Streifen auf, der beim dritten Paar etwas undeutlicher erscheint.
Vorder- und Hinterleib des Männchens gleichen weitgehend denen des Weibchens. Die Grundfärbung des Prosomas des Männchens ist allerdings einheitlich braun gehalten. Die möglichen Gelbtöne der Dorsalseite des Opisthosomas können beim Männchen außerdem deutlicher und heller ausgeprägt sein. Die Ventralseite des Prosomas ist hier weißlich bis gelb. Sternum, Coxen, Labium und Endite sind anders als beim Weibchen gänzlich gelb gehalten. Die Beine des Männchens sind hellgelb und hier verfügen lediglich die Tibien des vierten Beinpaares über einen dunklen Streifen.

## Vorkommen

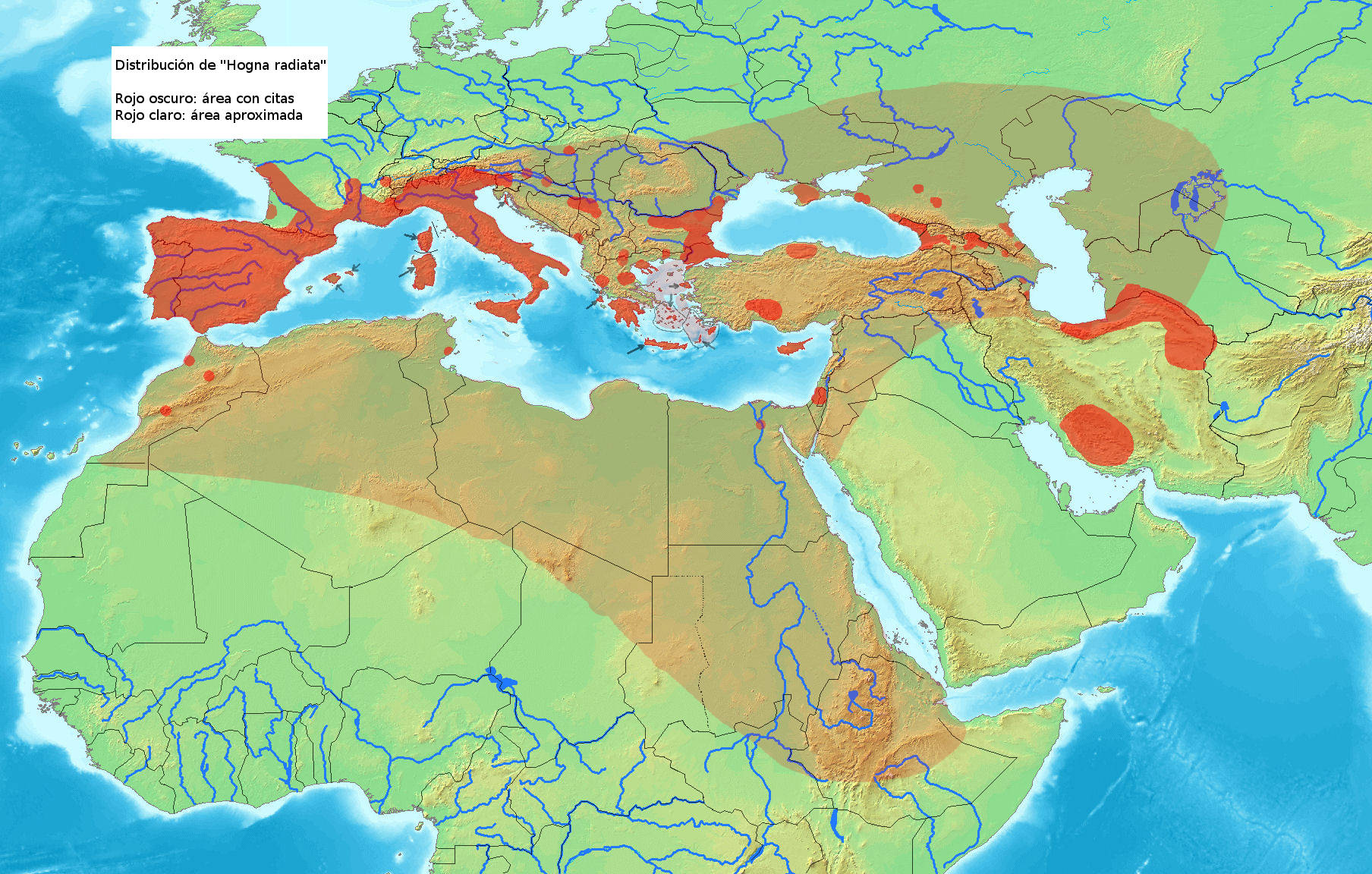
Verbreitungskarte der Schwarzbäuchigen Tarantel (spanisch): Dunkelrot: Gebiete mit Nachweisen; Hellrot: Ungefähre Verbreitung

Bei der Schwarzbäuchigen Tarantel handelt es sich um eine mediterrane Art. Ihre nördliche Verbreitungsgrenze liegt in Südtirol. Ähnlich wie die nicht näher verwandte Apulische Tarantel und Südrussische Tarantel bewohnt auch die Schwarzbäuchige Tarantel vegetationsarme Gebiete, hier überwiegend welche mit steinigem oder sandigen Bodengrund.

## Lebensweise

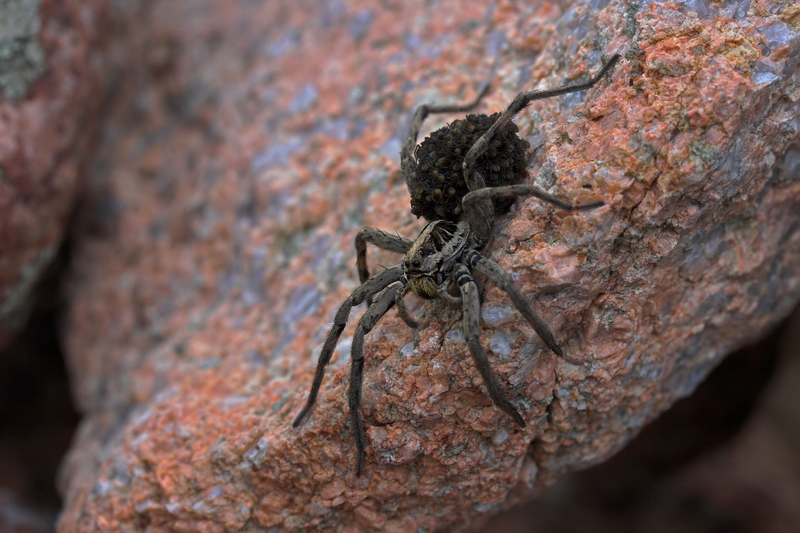
Weibchen mit Jungtieren

Die Schwarzbäuchige Tarantel ist ein tag- und nachtaktiver Lauerjäger, der Beutetiere in passender Größe erlegt. Die Art gräbt aber im Regelfall keine Wohnröhren und versteckt sich tagsüber gerne unter passenden Objekten wie Steinen. Die Nahrungssuche findet überwiegend in der Dunkelheit statt.

### Fortpflanzung
Die Schwarzbäuchige Tarantel ist ganzjährig anzutreffen. Die Paarung findet im Herbst statt. Nur zur Fortpflanzungszeit legt das Weibchen eine vergleichsweise kurze Wohnröhre an, in der der Eikokon hergestellt und bewacht wird. Der Schlupf erfolgt im Dezember. Wie bei Wolfspinnen üblich, klettern die Jungtiere auf den Rücken der Mutter und lassen sich vier bis fünf Monate darauf tragen.

## Schwarzbäuchige Tarantel und Mensch
Wie über die Apulische Tarantel existieren auch über die eher harmlose Schwarzbäuchige Tarantel Gerüchte über Giftigkeit und Bissunfälle. So soll die Art in der Nacht über in Zelten schlafende Personen herfallen und diesen schwer heilende Bisswunden zufügen. Der Biss der Schwarzbäuchigen Tarantel verursacht aber keinerlei Bissmarken, wie sie manchmal nach Bissen anderer Spinnenarten auftreten. Es kann zu einer Rötung und einer leichten Schwellung der Bissstelle kommen.

## Systematik
Die Schwarzbäuchige Tarantel wurde bei ihrer Erstbeschreibung im Jahr 1817 von Pierre André Latreille in die Gattung Lycosa gestellt. Im Laufe der Zeit wurde sie oft anderen Gattungen, darunter Arctosa, Trochosa, Alopecosa und Tarentula zugeordnet. Wegen der farblichen Varianten in ihrem großen mediterranen Verbreitungsgebiet kam es oft zu Neubeschreibungen, die später synonymisiert wurden. Durch die Arbeiten von Konrad Thaler, Jan Buchar und Barbara Knoflach setzte sich seit Anfang des 21. Jahrhunderts die Bezeichnung Hogna radiata für das gesamte Verbreitungsgebiet durch. Die Art bedarf jedoch einer Revision, da die Beziehungen der vielen Populationen, die unter diesem Namen beschrieben sind, nicht geklärt sind. Es ist weiterhin unklar, ob die Unterschiede der Populationen in Größe, Färbung und Zeichnung noch innerhalb der Variationsbreite liegen oder ob es sich bereits um eigenständige Unterarten oder Arten handelt.
Hogna radiata ist die Typusart der Gattung Hogna Simon, 1885. Die weit verbreitete, sehr artenreiche Gattung ist nach den genetischen Daten nicht monophyletisch. Eine taxonomische Revision ist erforderlich, aber bisher nicht erfolgt.

## Galerie

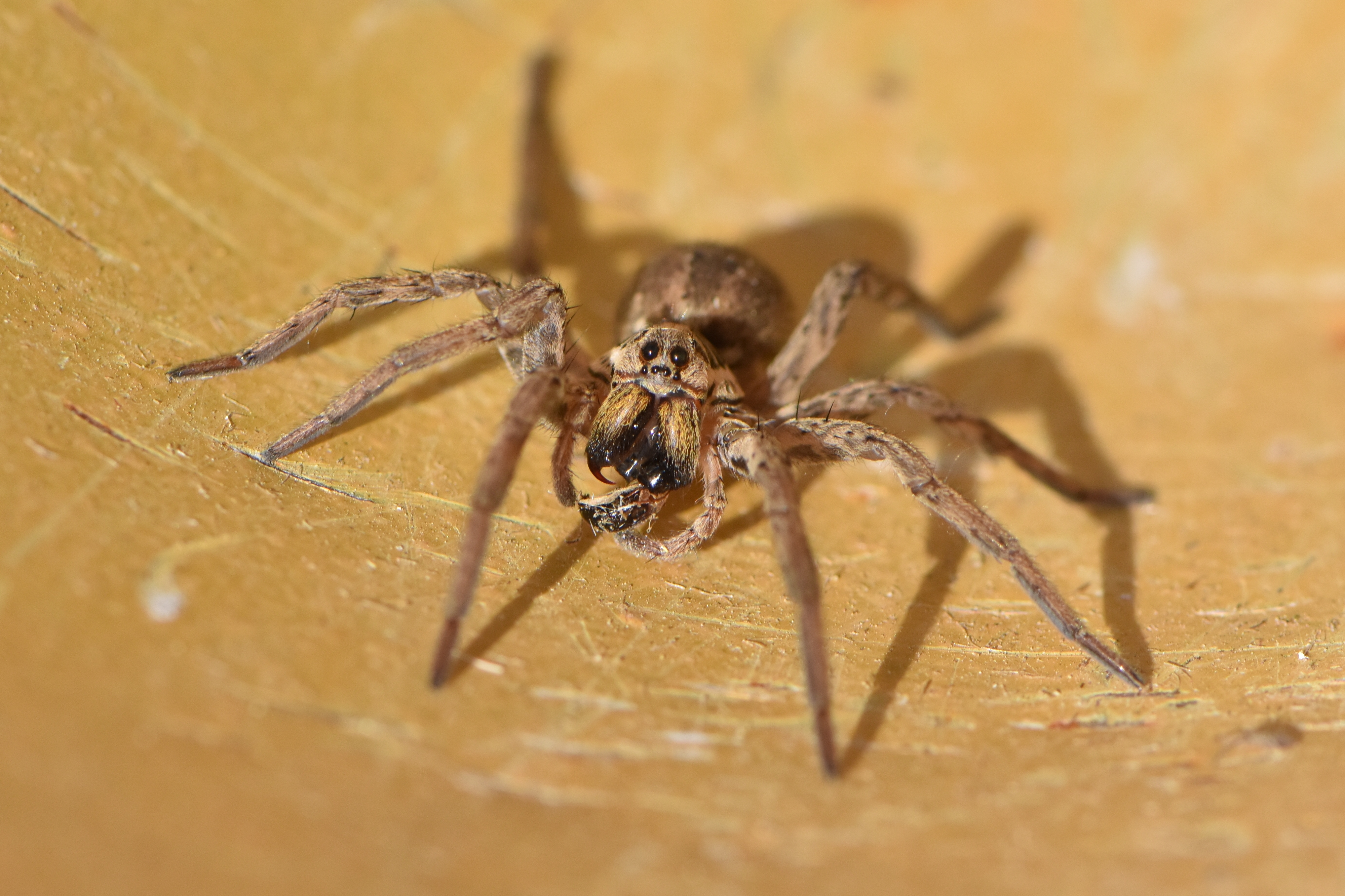
Frontalansicht eines Weibchens mit Beuteresten
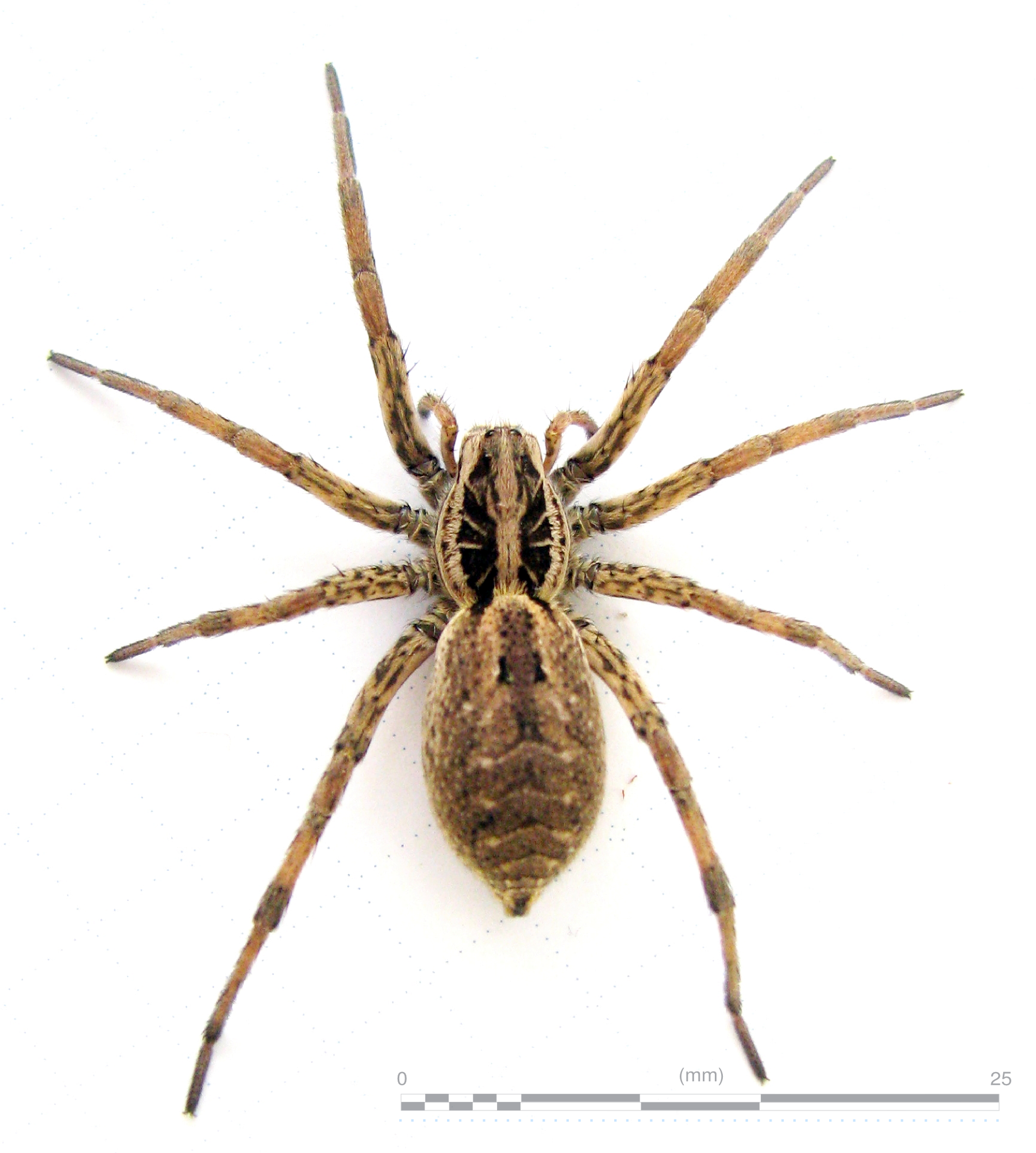
Draufsicht eines Weibchens
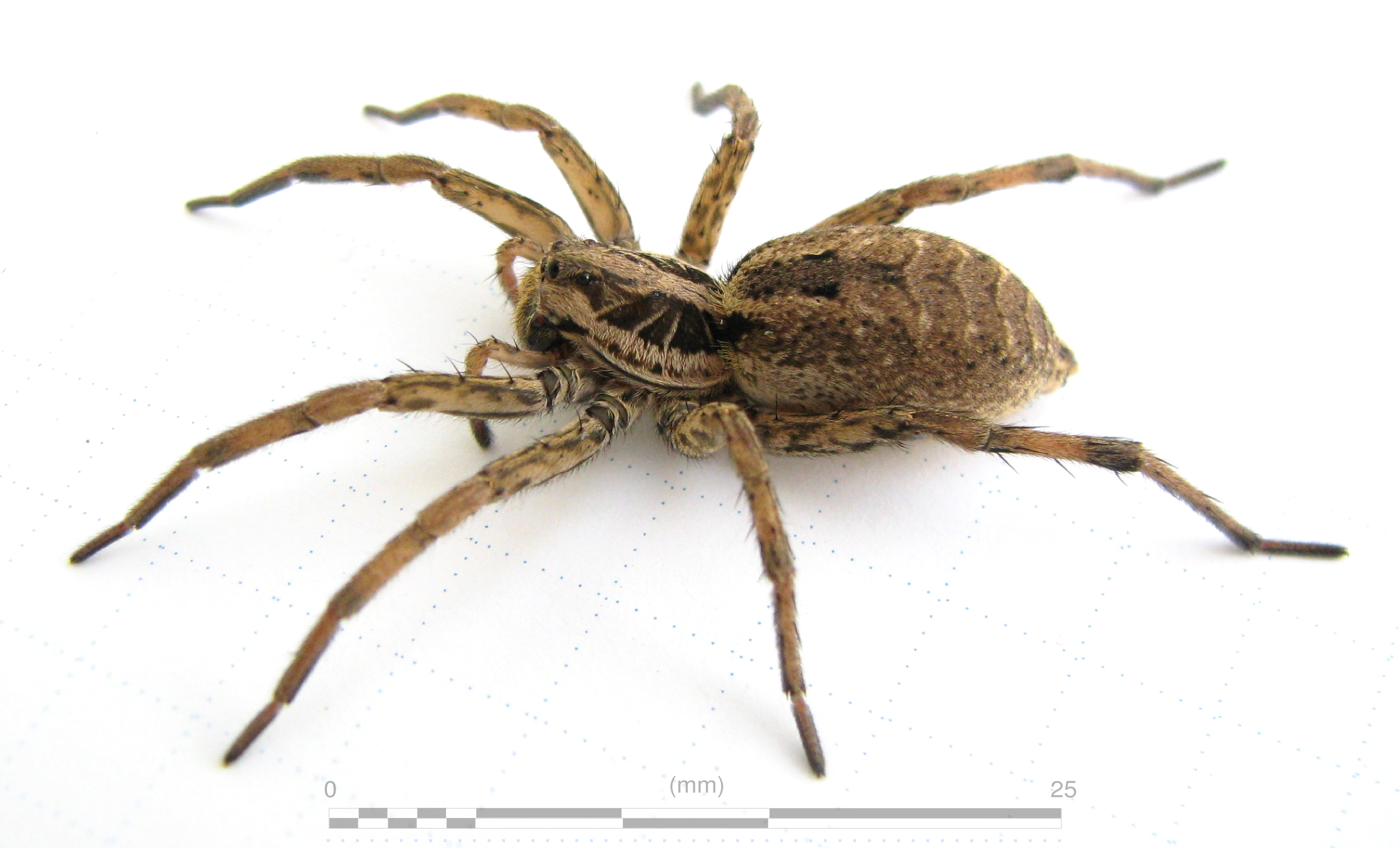
Lateralsicht eines Weibchens
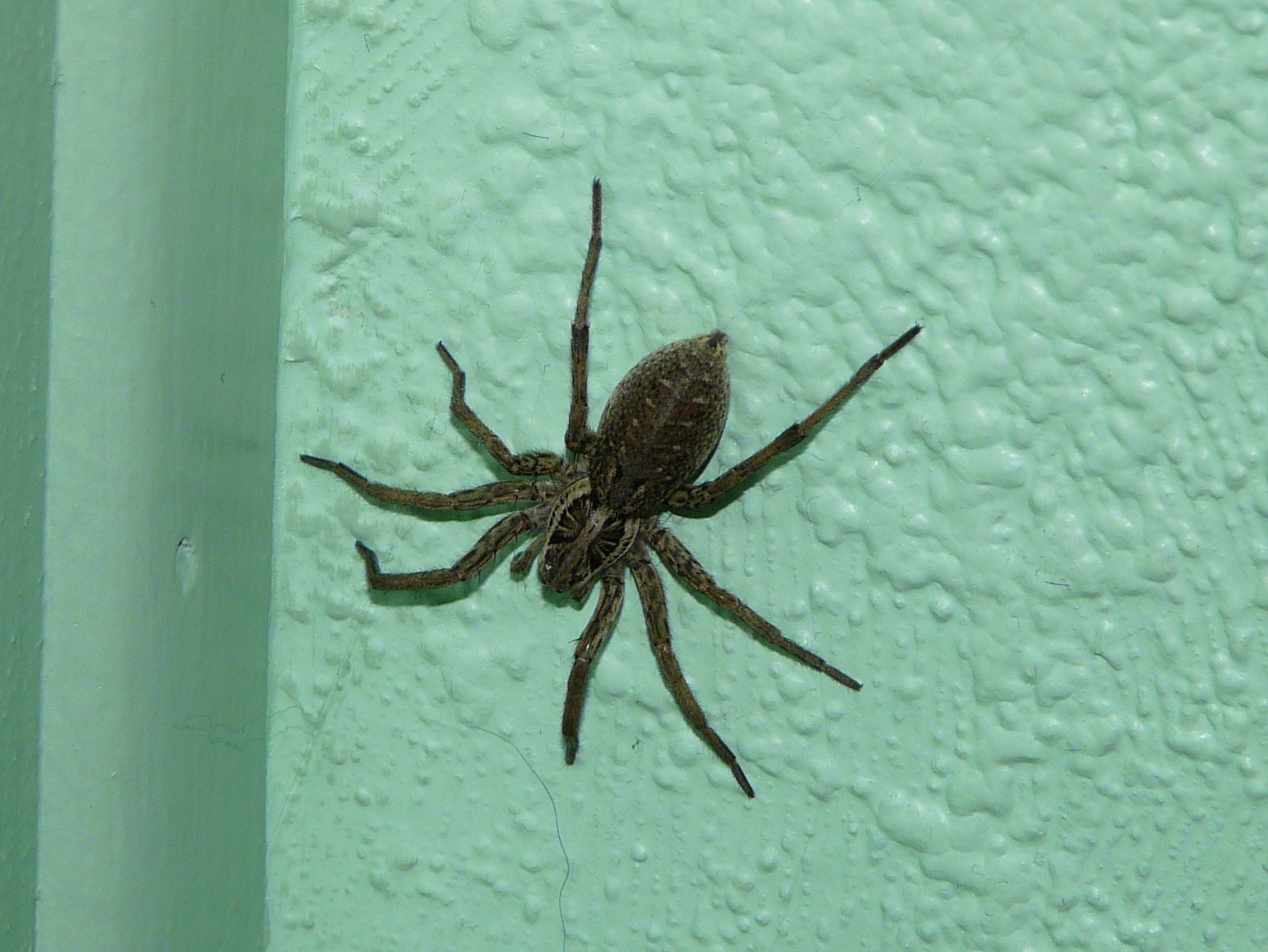
Rückansicht eines Weibchens
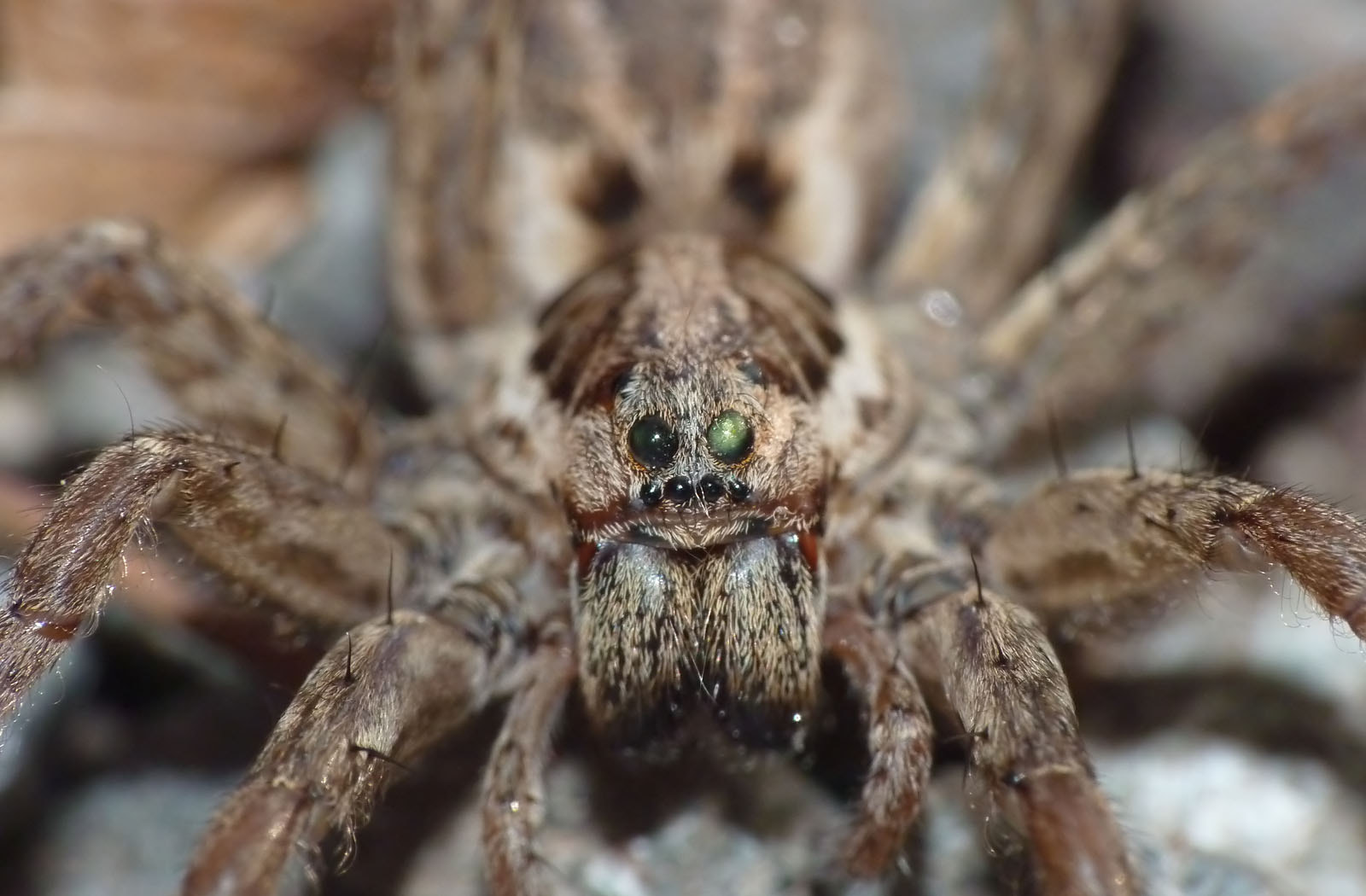
Detailaufnahme eines Weibchens
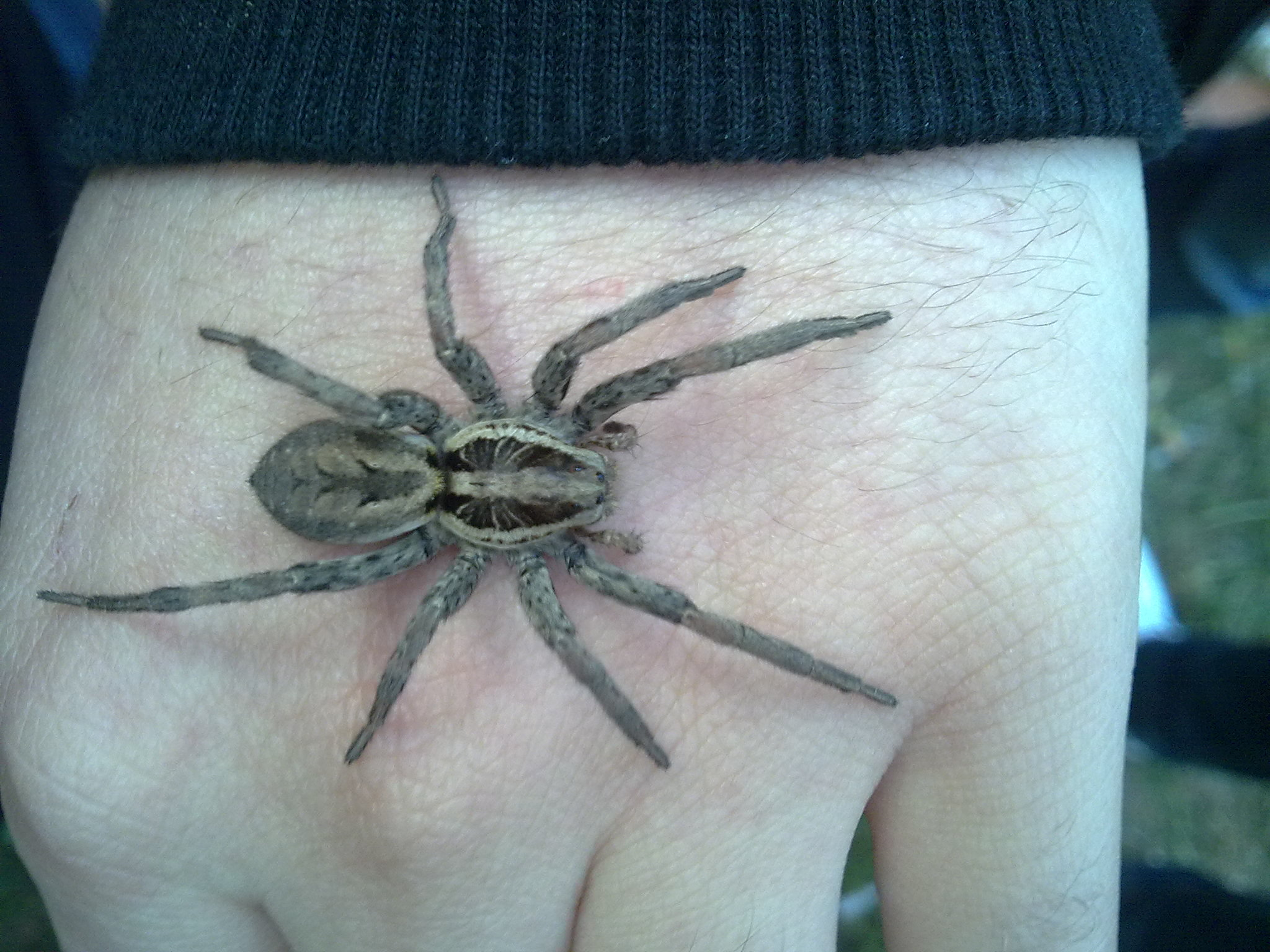
Weibchen auf der Hand
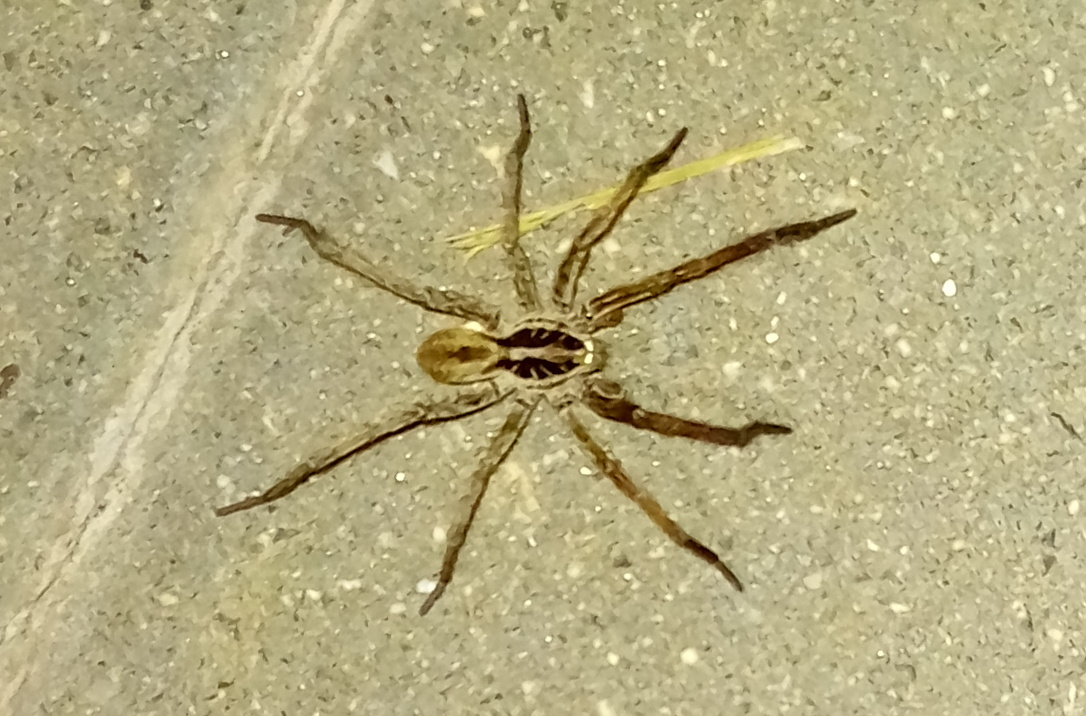
Draufsicht eines Männchens
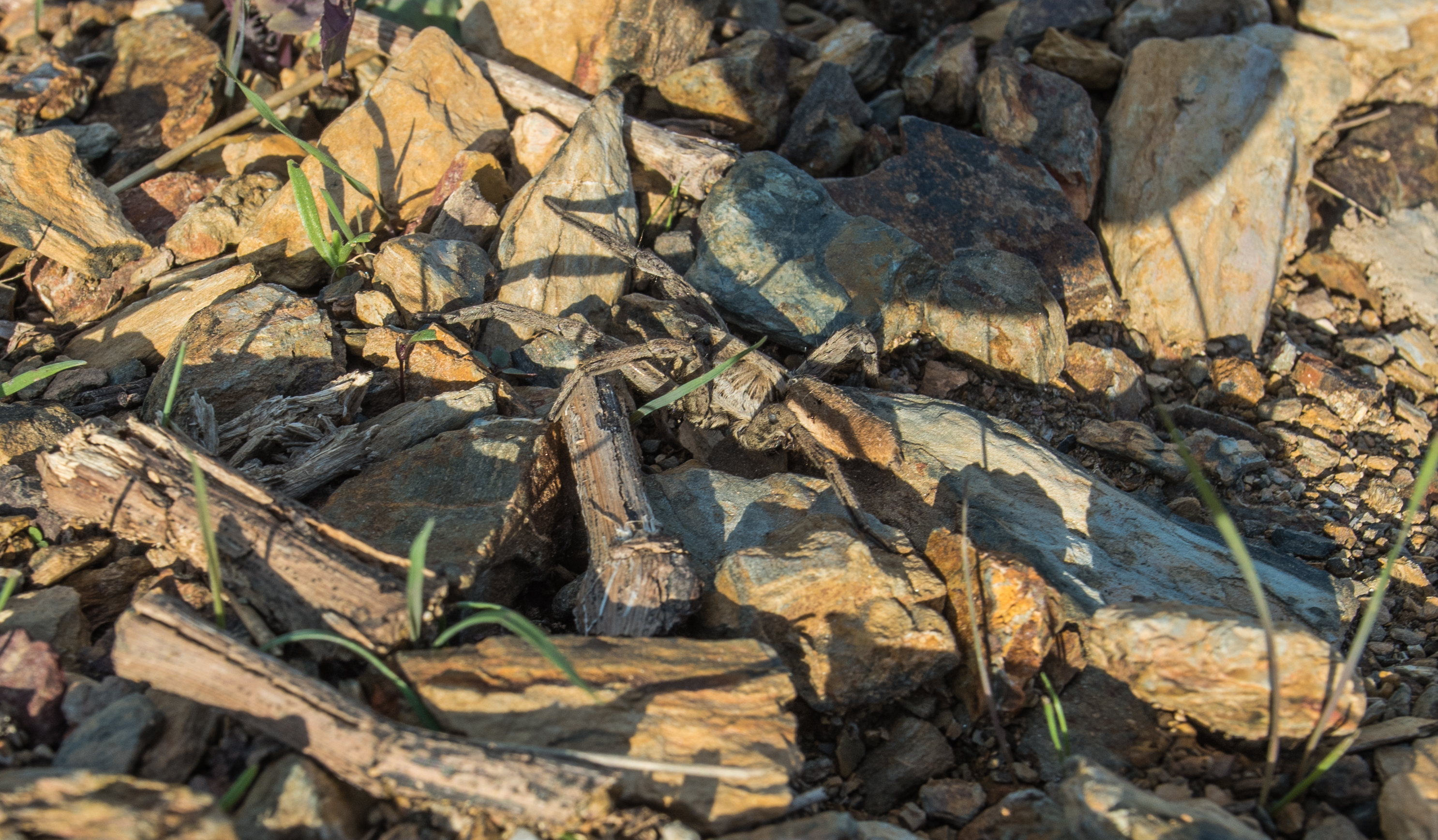
Lateralsicht eines Männchens, dem mehrere Beine fehlen.
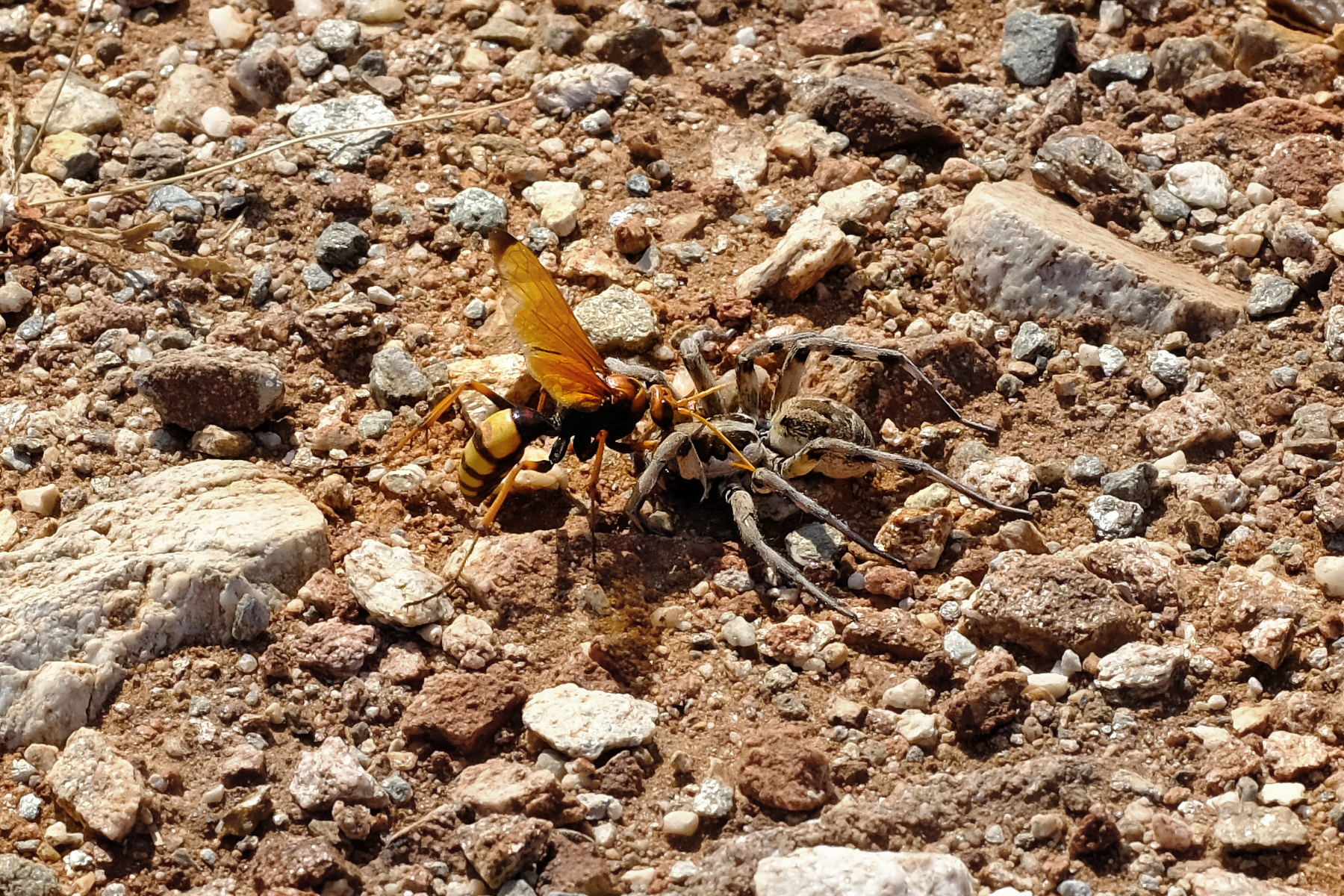
Eine Wegwespe (Cryptocheilus alternatus) hat eine Schwarzbäuchige Tarantel erbeutet